# われらが神は堅き砦
『われらが神は堅き砦』（われらがかみはかたきとりで、Ein feste Burg ist unser Gott）BWV80は、ヨハン・ゼバスティアン・バッハが1724年10月31日の宗教改革記念日のために作曲したと推察される教会カンタータ。全8曲からなり、マルティン・ルターのコラール、「神はわがやぐら」全4節をそのまま取り込んだ曲で、古くより人気がある。

## 概要
1517年10月31日、ルターは「95ヶ条の提題」を発表し、宗教改革を始めた。ルーテル教会ではこの日を記念日として礼拝を営む。当日の礼拝では、ヨハネ黙示録第14章6-8節を主題とした説教が展開される。福音を携えた天使が全人類に裁きの時を告げ、神への礼拝を呼びかけるくだりである。カトリック教会を介さず、信徒自らが直接神に祈ることを勧める。これを受けたカンタータは、おもにカトリック教会を念頭に置きつつ、あらゆる迫害との闘争や、中傷に屈しない信仰心を喚起するものとなっている。
資料の伝承は不完全で、初演稿は消失。自筆の再演稿総譜は四散して多数の所有者が所有しており、欠損もある。完全に伝承している最古の資料は、娘婿ヨハン・クリストフ・アルトニコルが1740年代中盤に作成した改訂稿総譜のコピーである。現在の演奏はアルトニコルの残した改訂稿を基本としている。初演稿が失われているため、記念すべき初演の年は1724年ではないかと予想するのが精一杯の状況である。
成立までの経緯には紆余曲折がある。1715年3月24日、ヴァイマルで原曲の80a番『神より生まれし者はすべて』（Alles, was von Gott geboren）が完成する。しかしこの曲は、復活祭前第4日曜日のために書かれたカンタータであったため、四旬節から聖金曜日までカンタータ演奏を自粛するライプツィヒでは演奏不能となった。80a番第1曲アリアには、「われらが神は堅き砦」のメロディがオーボエで組み込まれていた。これを利用し、1724年10月31日にコラール合唱を組み込んだ初稿に改作したと考えられる。80a番と初稿の音楽資料は失われ、1727年-1731年頃に再演した時の総譜が例の散在した直筆稿である。1744年-1747年頃の再演に際して、バッハは第1曲を壮大なコラール・フーガに改めた。これがアルトニコルによって伝承された稿である。バッハの死後、ヴィルヘルム・フリーデマン・バッハが手を入れ、トランペット3本とティンパニを加筆した。現在ではアルトニコル稿を基調とし、フリーデマンの加筆を除去したものが演奏に供される。
終曲コラールを除く80a番から継承した曲は原作者ザロモン・フランクの台本を引き継いでおり、コラール全4節は崩されることなくそのまま使われている。フランクの台本にコラールをはめ込み直した第2の台本作者は判明していない。

### 第1曲合唱『われらが神は堅き砦』(Ein feste Burg ist unser Gott)
合唱・オーボエ2・弦楽器・通奏低音、ニ長調、4/4拍子
行の前半はテノールを先頭に、アルト・ソプラノ・バスの順に厳格なカノンを展開する。弦楽器は各声部をユニゾンで補強する。通奏低音はせわしないオスティナートを続け、戦場の慌しさを暗示する。各カノンはオーボエの咆哮で締めくくられる。行の後半はパートが順序を入れ替え、ソプラノを先頭にアルト・バス・テノールの順で締めがオーボエ。勇壮な曲想に幻惑されてしまいがちだが、歌詞内容をよく見ると、敵の猛攻に蹂躙された神の軍勢が砦に逃げ込み、反撃の時を迎えて突撃の号令を待っている場面である。

### 第2曲アリア『神より生まれし者はすべて』(Alles, was von Gott geboren)
バス・ソプラノ・オーボエ・弦楽器・通奏低音、ニ長調、4/4拍子
もともと80a番の第1曲だったアリア。戦場を象徴する慌しい弦の伴奏に合わせて、バスはキリスト者の勝利を激しいメリスマで歌う。そこにソプラノがコラール第2節を添える。ソプラノとユニゾンするオーボエは、80a番時代の名残である。アリアは最前線でキリストの血染めの旗印を仰ぎつつ進み、コラールは後方からイエスの力を讃えつつ、キリスト者を鼓舞する。

### 第3曲レチタティーヴォ『思い見よ、神の子とせられし者よ』(Erwage doch, Kind Gottes)
バス・通奏低音
戦場から場面を移し、キリスト者にイエスの偉業を改めて伝え、サタンとの戦いにキリスト者を誘う。行末は長大なアリオーソに変わり、キリストと霊の堅い結びつきを祈念する。

### 第4曲 アリア『来たれ、わが心の家に』(Komm in mein Herzenshaus)
ソプラノ・通奏低音、ロ短調、12/8拍子
天上から降臨するイエスを象徴してか、前奏の通奏低音はオブリガート・チェロの音域から下降音型を下らせる。イエスを迎え入れようと熱望するソプラノの声は表現力豊かに祈る。「慕う」(verlangen)の歌詞には2度にわたり3小節にも及ぶ長大なメリスマが施されている。イエスを迎え入れ、代わりにサタンを払拭する願いを表明するや、サタンへの力強い糾弾に転じる。「去れ」(weg)の歌詞には厳しく鋭い突き上げる音型とリズムが当てられている。やがてダ・カーポで祈りに戻り、穏やかに曲を閉じる。

### 第5曲 コラール『悪魔が世に満ちて』(Und wenn die Welt voll Teufel wär)
合唱・オーボエ・ダモーレ2・オーボエ・ダ・カッチャ・弦楽器・通奏低音、ニ長調、6/8拍子
再び場面は戦場へ。持ち替えの特殊オーボエは相変わらず騒然とした音型で激戦を暗示する。しかしジグのスイングリズムに変形された合唱パートは揺るぎもせずホモフォニーの隊列を崩さず、通奏低音の歩行音型に合わせ、勝利目指して進軍する。

### 第6曲 レチタティーヴォ『さればキリストの旗の下に』(So stehe denn bei Christi blutbefarbten Fahne)
テノール・通奏低音
血染めの旗にキリスト者を呼ぶテノールの語り。主を信じる者の勝利を確信し、戦場へと誘う。福音に従えば敵は壊走することを告げるとき、通奏低音は突然唸りを上げ、総崩れとなる敵の遁走を表現する。この語りも終結はアリオーソに転じる。救い主こそ汝の救い、汝の望みなり…とメリスマを含む技巧で煽動する。

### 第7曲 二重唱『幸いなるかな』(Wie selig ist der Leib)
アルト・テノール・オーボエ・ダ・カッチャ・ヴァイオリン・通奏低音、ト長調、3/4拍子
歩行音型の通奏低音に乗せて、オーボエとヴァイオリンが調和し、魂と神の信頼から生まれる調和を象徴する。アルトとテノールの歌も同様に寄り添ったり厳格にカノンを構成したりと、不可分の調和を強調しつつ進行する。後半部では再び戦場のモティーフを伴奏が形作る中を、それでもカノンを崩さず敵の壊走を確信し、やがて死の恐怖を克服した魂の最期を暗示するように、静かに歌い終える。伴奏は冒頭主題を再現し、穏やかな後奏を提示する。

### 第8曲 コラール『世の人福音を蔑ろにせしとも』(Das Wort sie sollen lassen stahn)
合唱・オーボエ2・弦楽器・通奏低音、ニ長調、4/4拍子
世人たちがこぞって神のみことばをあざけり、ふみにじっておそれを知らない時でも、主は私たちと共に戦い聖霊と賜物を与えてくださる。世人らが私たちの、地上の生命、財産、名誉、妻、子を奪い取ったとしても、おそれはしない。神の国は残るのだから。
器楽に補強されたシンプルなコラール合唱。世の全てを奪われたとしても、福音を保持し、神の国へ留まる決意を表明して戦いの時を締めくくる。

## 編曲
フェリックス・メンデルスゾーンは、交響曲第5番宗教改革でこの曲を用いている。